# Українське альфреско
«Українське альфреско» — ліричний філософський вірш Ліни Костенко із збірки «Сад нетанучих скульптур»(1987).

## Історія створення і видання
Вірш написаний у 1987 році. Поштовхом до написання поезії «Українське альфреско» стали наслідки Чорнобильської катастрофи 1986 року. Ліна Костенко переймається долею «пустелі» Чорнобильського краю, долею українського села. Вірш увійшов до модерністської збірки «Сад нетанучих скульптур», у якій низка віршів приурочена порожнім сільським хатам.  

## Назва поезії
Альфреско — це фреска, виконана водяними фарбами по сирій штукатурці. Така картина часто буває з ідилічним сюжетом. У вірші авторка подає нібито ідилію традиційного українського сільського життя. Змальована картина українського села. Ліна Костенко використовує фольклорні образи-архетипи — шлях, долина, біла хатка, дід і баба, курочка ряба, лелека тощо. Насправді у вірші розповідається про трагедію літніх людей, їхню самотність. «Сусідські діти шовковицю їдять», бо свої ж діти й онуки не приїжджають, цураються. З одного боку казково чарівний, затишний світ, але сповнений тривоги за майбутнє села.  

## Тематика
Основна тема - роздуми про Україну, її минуле і сучасне. У творі немає сюжету, але є опис місця, де живуть герої. Ліна Костенко починає поезію з  вказівки на місце: "Над шляхом, при долині, біля старого граба, Де біла-біла хатка стоїть на самоті". У поезії два головних образи — дід і баба, які доживають свій вік серед розкішної української природи. Вони марно чекають дітей, можливо, у них їх не було. Авторка детально вказує сільську «адресу» діда з бабою, певно, сподіваючись, що хтось до них тим шляхом прийде.   
У творі є три слова, які означають дорогу – стежка, дорога, шлях. Як три стадії життя – дитинство, зрілість і старість. Основний мотив - ностальгія за минулим, тривога за майбутнє. Відбувається розрив між містом і селом. 

## Художні засоби
Вірш написаний семистопним ямбом із пірихієм з перебивкою ритму у кінці. Сьома стопа є усіченою за рахунок другого й четвертого рядків. 
Використані художні засоби:
- епітети:  золоті яєчка, «вишні чорноокі», «шлях золотий».
- метафори: хатка стоїть на самоті, «дорога лежить», «жоржини виглядають»
- уособлення: «Навшпиньки виглядають жоржини через тин».